# Blueprint Negev

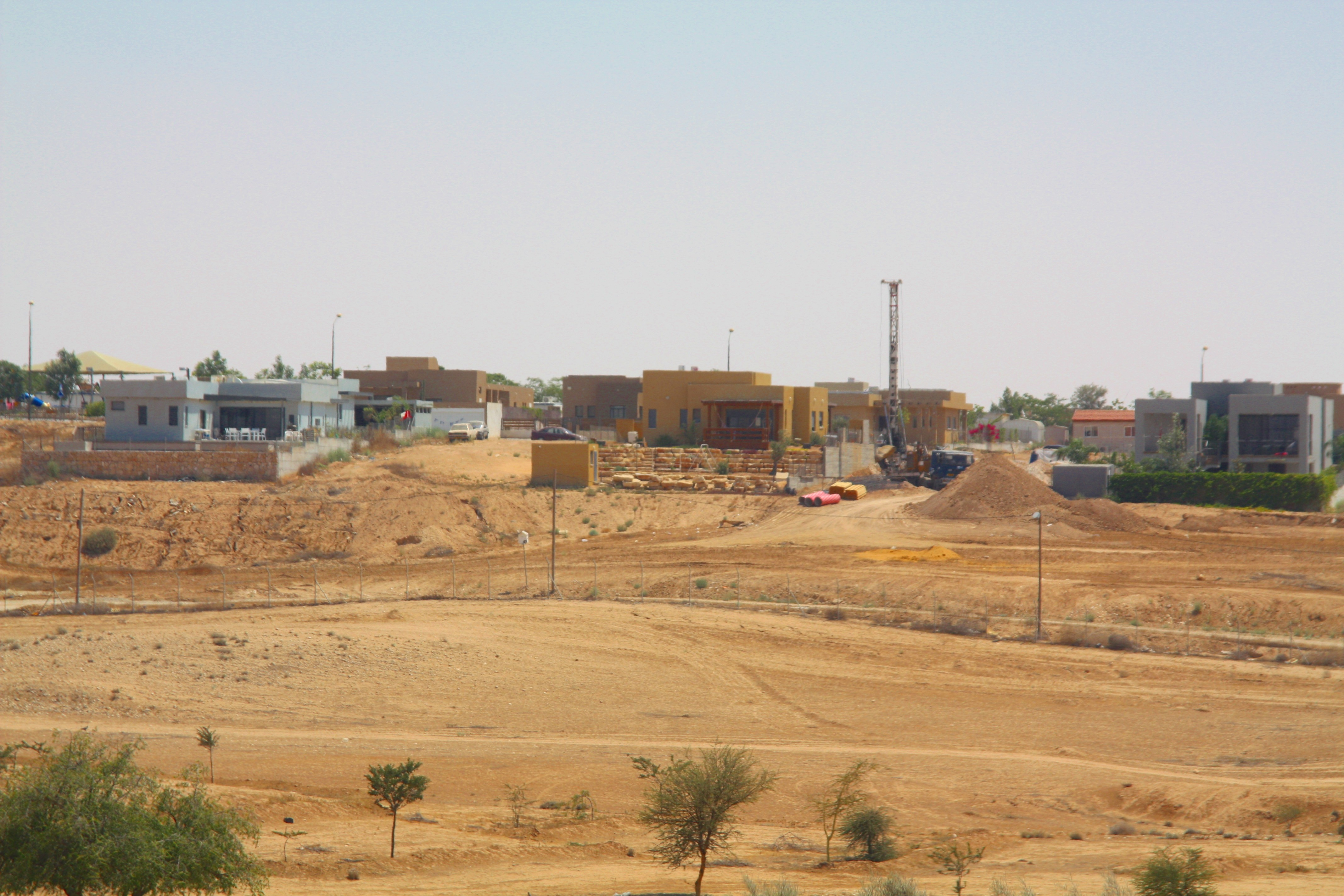
Nově budovaná vesnice Giv'ot Bar

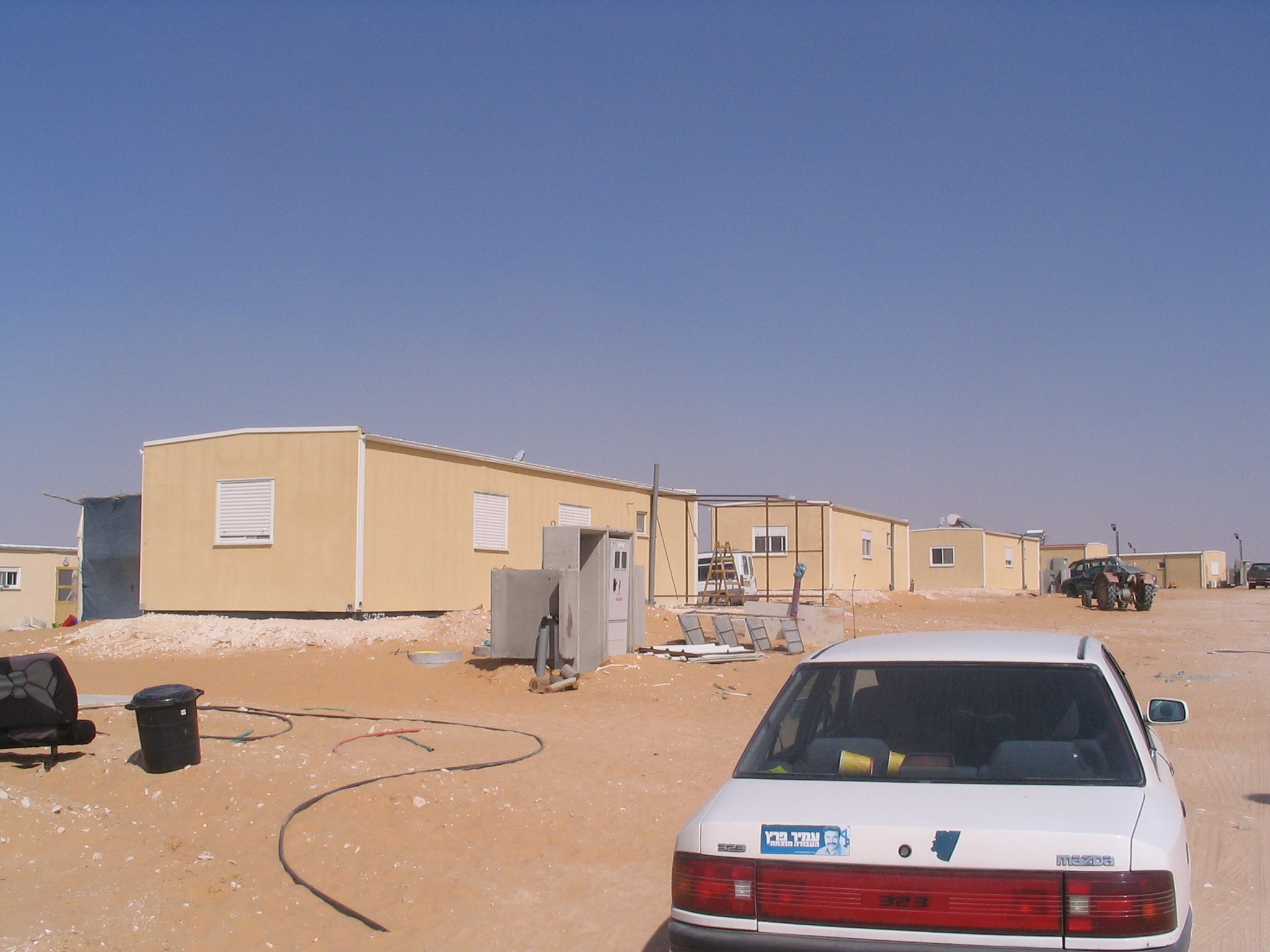
Nově budovaná vesnice Be'er Milka

Blueprint Negev je program Židovského národního fondu zaměřený na investice a územní plánování v jižní části státu Izrael v Negevské poušti.

## Historie
Program byl vyhlášen na konferenci v Herzliji v roce 2003. Jeho součástí je výstavba velkého parku s umělým jezerem v Beerševě, výstavba nových vesnic a měst a posílení stávajících sídel. V rámci programu také došlo k velkým investicím v údolí Timna poblíž Ejlatu.
V roce 2009 se uvádělo, že v Beerševě již bylo investováno 30 milionů amerických dolarů. Došlo už taky k založení šesti nových židovských sídel v Negevu. Jde o vesnice Be'er Milka, Cukim, Eli'av (dříve Charuv), Giv'ot Bar, Merchav Am a Sansana. Další významné investice byly realizovány v starších obcích. V rámci programu probíhá po roce 2010 i výstavba nového obytného celku Karmit.